# Probopyrus insularis
Probopyrus insularis is een pissebed uit de familie Bopyridae. De wetenschappelijke naam van de soort is voor het eerst geldig gepubliceerd in 2001 door Rom n-Contreras & Bourdon.